# 谢尔盖·维亚切斯拉沃维奇·萨韦利耶夫
谢尔盖·维亚切斯拉沃维奇·萨韦利耶夫（俄语：Серге́й Вячесла́вович Саве́льев，1959年3月7日—）是俄罗斯科学家，演化生物學家，生物科学博士，教授，俄罗斯科学院人形态学研究所神经系统发展室主任。

## 科學研究
谢尔盖·萨韦利耶夫研究大脑形态和大脑进化30多年。
他撰写了10多本专着，100多篇科学论文和世界上第一本人类大脑立体图谱。
这本图谱得到了俄罗斯医学科学院维克托·尼古拉耶维奇·谢甫库嫩科奖。
2001年，它是地形解剖学和手术的最佳科学工作。
多年来，他研究神经系统的胚胎病理学并开发出诊断方法。
他揭示了人类和动物胚胎神经系统发育偏差发生基本原理。
研究了胚胎神经系统中形态发生信息的编码分子机制。
在他的作品中，他证实了脊椎动物大脑早期胚胎发育控制的位置理论，认为在发育的早期阶段没有严格的遗传决定（细胞的命运不是由基因组确定，而是由细胞间生物力学相互作用决定）。
2002年，他出版了一本专着，用植入后第一天人类全胚胎原始的像片进行说明。
他非常关注神经系统的起源及其演变。为了作为开发脊索动物，初级水生脊椎动物，两栖动物，爬行动物，鸟类和哺乳动物起源的神经生物学模型的基础，他提出了过渡性环境的进化理论。为了脊椎动物和无脊椎动物进化路径的重建，他列举了神经生物学法则使用的例子。
制定了神经系统和行为的适应性进化基本原理。
研究了哺乳动物前脑和新皮质发育的原因和进化模式。
描述了灵长类大脑早期进化的形态和功能特征。
基于对原始人类大脑结构的分析，研究了双足性出现的神经生物学假设，联想和语言中心的发展，制定了现代人类大脑起源的神经生物学规律性。
2009年，他开发了根据骨骺中是否存在结石和空洞精神分裂症隐藏征兆识别方法。
2013年，他领导了一个研究猛犸象大脑的研究工作组，其中包括俄罗斯医学科学院人类形态学科学研究所，雅库茨克科学院和俄罗斯科学院古生物研究所的员工。
2014年，在他的领导下，创建了世界上第一个猛犸象大脑的三维模型。
谢尔盖·萨韦利耶夫是大脑分选思想的作者，这是一种通过高分辨率断层扫描仪的开发和应用来大脑结构中个人能力分析的方法。
这个想法是基于他多年来研究大脑皮质的细胞结构，以及研究大脑的建筑学和皮质下结构的个体差异以及寻找人类天赋的形态基础，在苏联医学科学院脑部研究所进行了。

## 外部連結
- .   [2013-03-16]. （原始内容存档于2013-03-21）.
- Светлана Кузина. . Комсомольская правда. 2010-07-22  [2013-03-20]. （原始内容存档于2013-03-21）.